# رودبارک بالا
رودبارک یا رودبارک بالا (به مازندرانی: رووارک roovarek) یکی از روستاهای مازندرانی زبان است که در دهستان پشتکوه و شهرستان مهدی‌شهر است.
این روستا در فاصله ۶۵ کیلومتری شمال مهدی‌شهر جای گرفته‌است.

## جمعیت
بر پایه سرشماری عمومی نفوس و مسکن در سال ۱۳۹۵ جمعیت این روستا ۱۰۷ نفر (۳۴خانوار) بوده‌است.
بر پایه سرشماری سال ۱۳۸۵، جمعیت این روستا ۱۷ نفر (۸ خانوار) و در سال ۱۳۷۵، ۷ نفر (۳ خانوار) بوده‌است.

## میزبانی جشنواره ملی سنت‌های بومی اقوام ایران

چند شات از جشنواره ملی سنتهای بومی اقوام ایرانی در رودبارک در سال ۱۳۸۹

منطقه رودبارک چند سالی است که شاهد برگزاری جشنواره سنتها و بازی‌های محلی اقوام ایران است. همه ساله و در اوایل فصل بهار اقوام مختلف ایرانی شامل ترک، کرد، لر، بلوچ، ترکمن، عرب، ساحل نشینان خلیج فارس و دریای خزر و … گرد هم می‌آیند و با اجرای رقص‌های محلی و نمایش صنایع دستی و غذاهای سنتی، سه روز از فصل تابستان را در کنار یکدیگر جشن می‌گیرند.
این جشنواره با هزینه بخش خصوصی، همه ساله به ابتکار محمدجعفر رودبارکی، از فعالان اقتصادی ایران، در منطقه رودبارک برگزار می‌شود. پس از برگزاری سومین جشنواره در سال ۱۳۹۱، از سوی برخی ارگان‌های دولتی و به بهانه حفاظت از محیط زیست، در مسیر اجرای این رویداد ملی اخلال ایجاد شده‌است.
آثار تاریخی رودبارک:
- برج دیوخانه[۸]
- غار لعوم
- قلعه پلی

## نگارخانه

طبیعت زیبای جنگل‌های رودبارک مهدیشهر
در این فصل سال، رودبارک اغلب روزها مه گرفته‌است
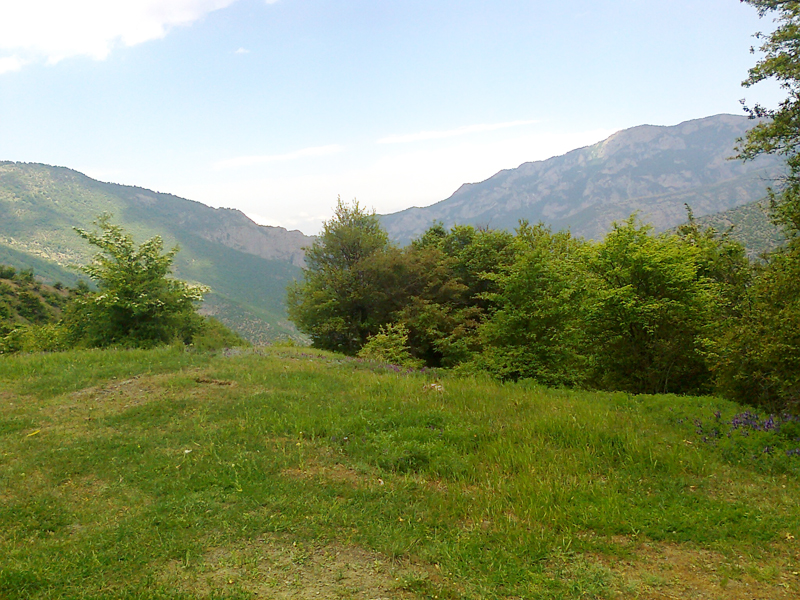
جنگل‌های زیبای رودبارک - شهرستان مهدیشهر
رودبارک در آخرین روز سومین جشنواره ملی اقوام ایرانی در سال ۹۱، شاهد حضور چشمگیر علاقه‌مندان بود.
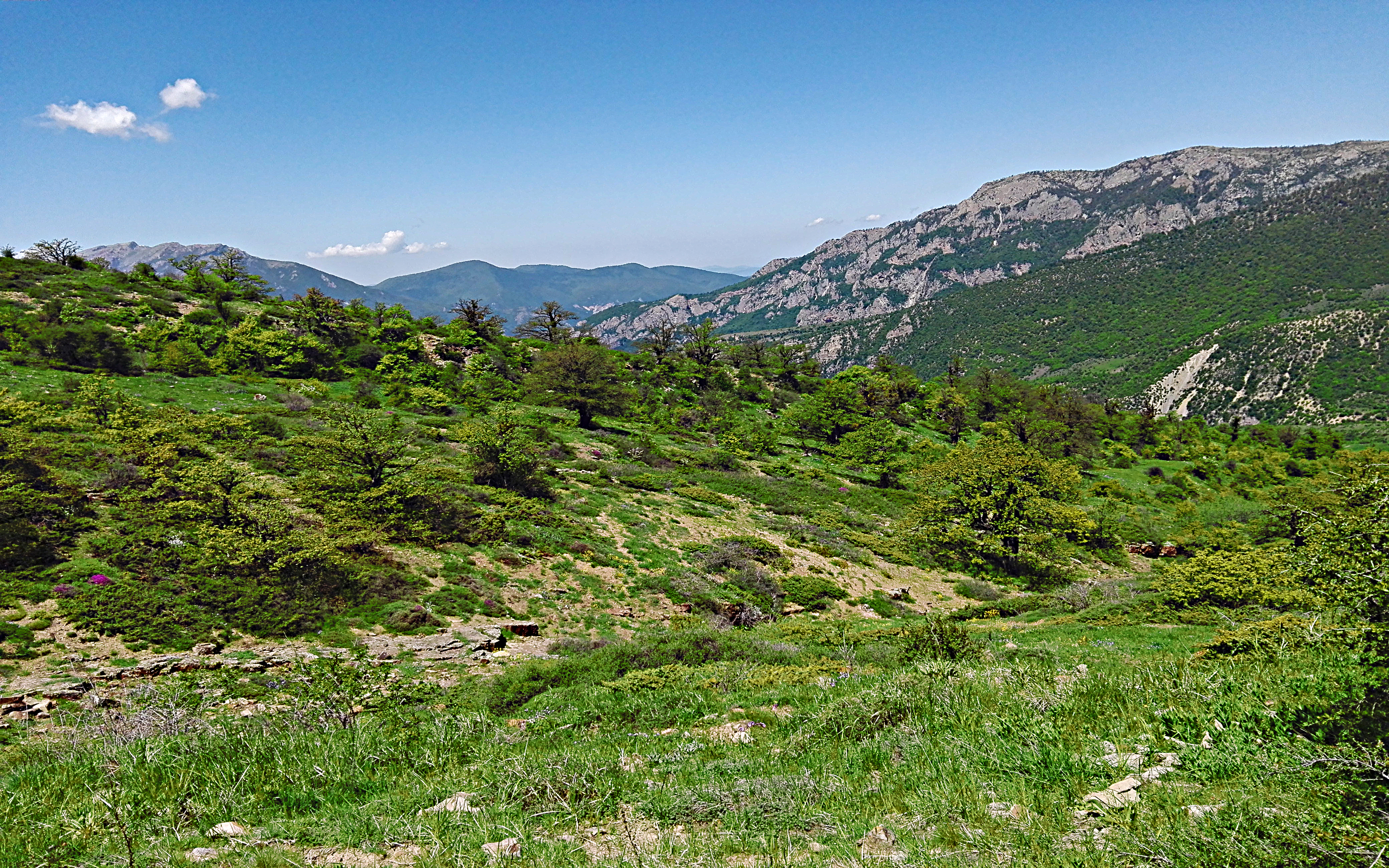
نمایی از تابستان رودبارک
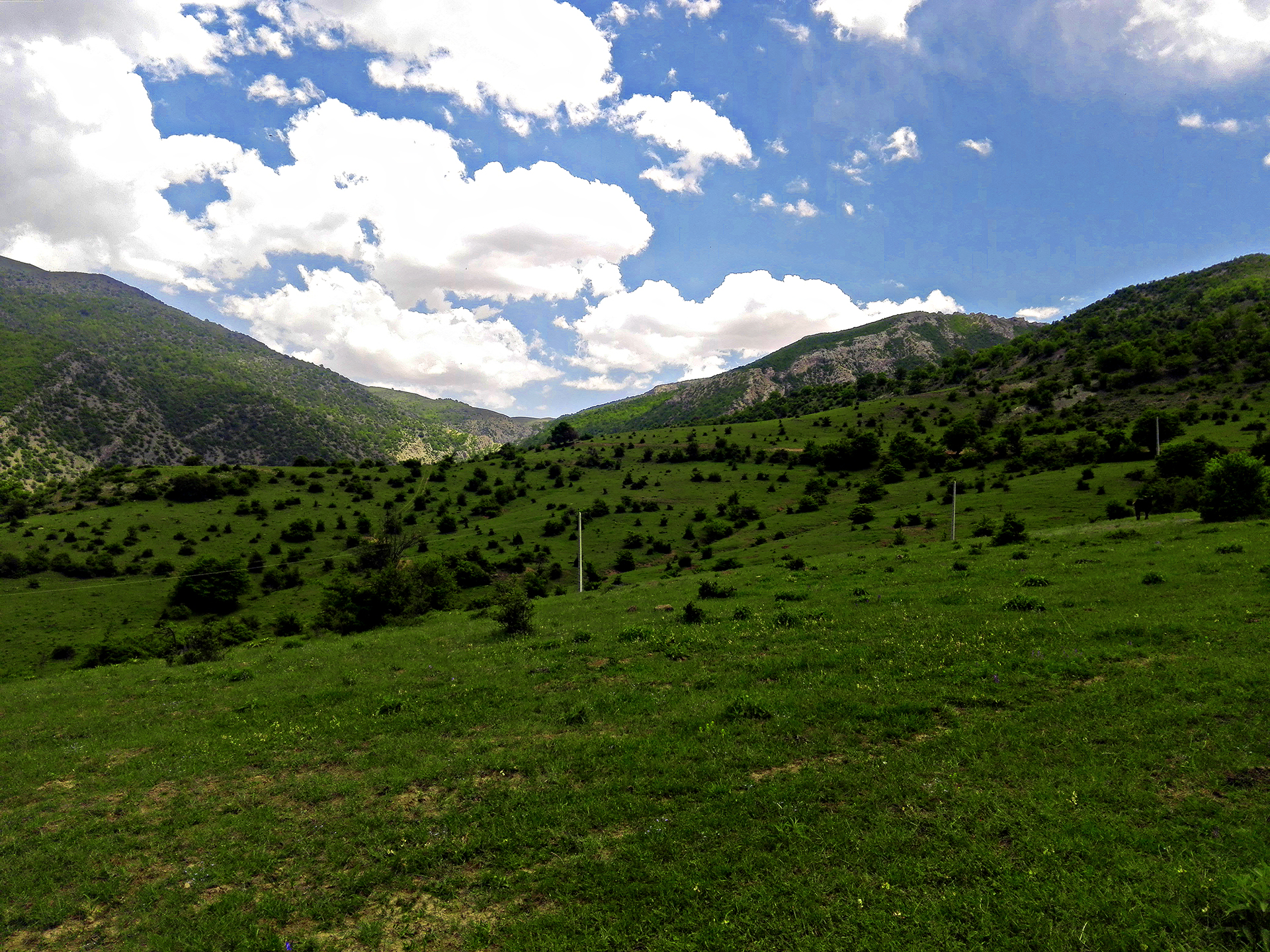
رودبارک در خرداد ۹۶
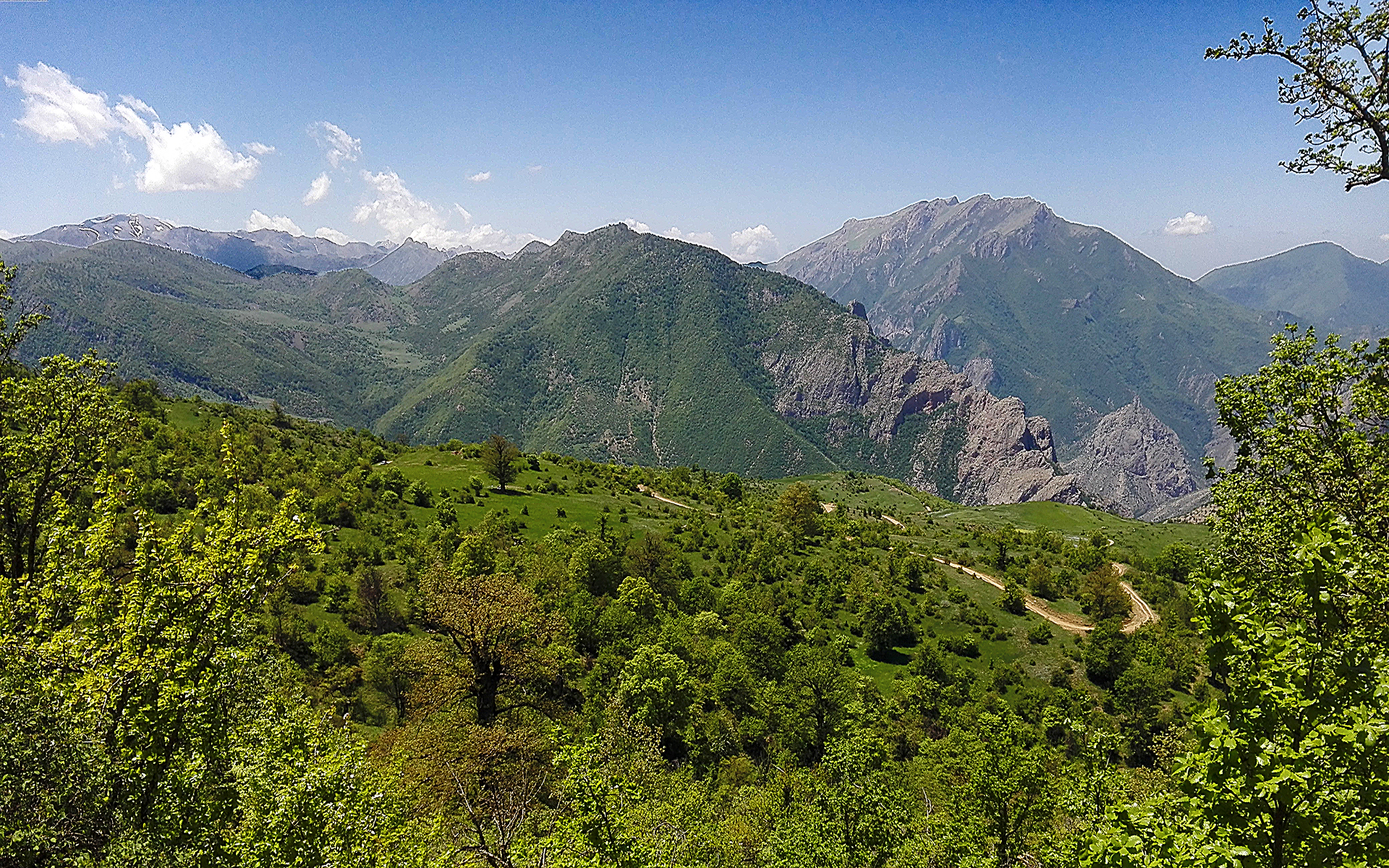
تابستان ۹۵

## خواهرخوانده
- مجن